# Lista dos deputados federais de Santa Catarina - 38ª legislatura (1947 — 1951)
Lista dos deputados federais de Santa Catarina - 38ª legislatura (1947 — 1951).
| Nº | Deputado                 | Partido                          |
| -- | ------------------------ | -------------------------------- |
| 1  | Nereu Ramos              | Partido Social Democrático (PSD) |
| 2  | Aderbal Ramos da Silva   | Partido Social Democrático (PSD) |
| 3  | Aristides Largura        | Partido Social Democrático (PSD) |
| 4  | Ivo d'Aquino Fonseca     | Partido Social Democrático (PSD) |
| 5  | Altamiro Guimarães       | Partido Social Democrático (PSD) |
| 6  | Otacílio Vieira da Costa | Partido Social Democrático (PSD) |
| 7  | Orlando Brasil           | Partido Social Democrático (PSD) |
| 8  | Roberto Grossenbacher    | Partido Social Democrático (PSD) |
| 9  | Tavares do Amaral        | União Democrática Nacional (UDN) |
| 10 | Tomás Fontes             | União Democrática Nacional (UDN) |